# 8834 Anacardium
8834 Anacardium este un asteroid din centura principală de asteroizi.

## Descriere
8834 Anacardium este un asteroid din centura principală de asteroizi. A fost descoperit pe 26 septembrie 1989 la Observatorul La Silla de Eric Walter Elst. El prezintă o orbită caracterizată de o semiaxă mare de 3,18 ua, o excentricitate de 0,15 și o înclinație de 6,9° în raport cu ecliptica.